# Ion Marcu
Ion Marcu (ur. 2004) – mołdawski zapaśnik walczący w stylu wolnym. 
Zajął dziewiąte miejsce na mistrzostwach Europy w 2025. Trzeci na ME U-23 w 2025. Trzeci na ME juniorów w 2023. Mistrz świata w zapasach plażowych w 2024 i drugi w 2023 roku.